# Christopher Olsen
Christopher Olsen, alternativnamn Chris Olsen, Christie Olsen, Christy Olsen och Christy Olson, född 19 september 1946 i Los Angeles i Kalifornien, är en amerikansk före detta barnskådespelare. Olsens första filmroll var Mitt liv är mitt eget (1950).

## Filmografi
- Mitt liv är mitt eget (1950)
- Jag föll för din sång (1951)
- Illusionernas stad (1952)
- Kär och galen (1952)
- Första kulan dödar (19560)
- Bakom spegeln (1956)
- Mannen som visste för mycket (1956)
- Fångarnas gisslan (1958)